# Agromyza alandensis
Agromyza alandensis este o specie de muște din genul Agromyza, familia Agromyzidae, descrisă de Spencer în anul 1976.
Este endemică în Finlanda. Conform Catalogue of Life specia Agromyza alandensis nu are subspecii cunoscute.